# José Augusto Martins Fernandes Pedreira
José Augusto Martins Fernandes Pedreira (ur. 10 kwietnia 1935 w Valença, zm. 14 października 2020 w Bradze) – portugalski duchowny rzymskokatolicki, biskup Viana do Castelo w latach 1997–2010.
Święcenia prezbiteratu przyjął 12 lipca 1959. 28 grudnia 1982 Jan Paweł II mianował go biskupem pomocniczym Porto, przydzielając mu stolicę tytularną Elvas. Sakry biskupiej udzielił mu 19 marca 1983 jego poprzednik na stolicy tytularnej i urzędzie biskupa pomocniczego, Armindo Lopes Coelho.
29 października 1997 został mianowany biskupem Viana do Castelo. 11 czerwca 2010 Benedykt XVI przyjął jego rezygnację z urzędu złożoną ze względu na osiągnięcie wieku emerytalnego.